# Josef von Weigl
Josef svobodný pán von Weigl (německy Joseph Freiherr von Weigl) (22. listopadu 1853 Mantova – 20. prosince 1919 Vídeň) byl rakousko-uherský generál. Jako absolvent Válečné školy byl důstojníkem generálního štábu a několik let také vysokým úředníkem na ministerstvu války. Svou kariéru završil jako velitel 1. armádního sboru v Krakově (1910–1912). V armádě dosáhl v roce 1910 hodnosti polního zbrojmistra a v roce 1912 odešel do penze.

## Životopis
Byl synem c. k. polního podmaršála Leopolda Weigla (1806–1887) povýšeného v roce 1870 do stavu svobodných pánů. Studoval na Technické vojenské akademii ve Vídni a do armády vstoupil v roce 1873 jako poručík k 11. pluku polního dělostřelectva v Linzi. V letech 1877–1879 si doplnil vzdělání na Válečné škole (K.u.k. Kriegsschule) ve Vídni a jako nadporučík (1879) byl zařazen do sboru důstojníků generálního štábu. Nadále sloužil u dělostřeleckého pluku v Linzi, později byl v hodnosti kapitána (1881) přeložen do Mostaru, kde se v roce 1882 podílel na potlačení nepokojů v Dalmácii, a působil také jako úředník na ministerstvu války. V roce 1889 byl povýšen na majora a krátce sloužil jako štábní důstojník u 13. dělostřeleckého pluku v Záhřebu, kde byl pak v letech 1891–1892 šéfem štábu 36. pěší divize. V roce 1892 byl jako podplukovník přidělen přímo ke generálnímu štábu.
V roce 1895 byl povýšen na plukovníka a následujících osm let strávil ve funkci šéfa prezidiální kanceláře na ministerstvu války (1895–1903). Mezitím byl v roce 1900 povýšen do hodnosti generálmajora a po odchodu z ministerstva války byl velitelem 1. pěší brigády v Pljevlji (1903–1906). K datu 1. května 1905 dosáhl hodnosti polního podmaršála a následně byl převelen jako velitel 18. pěší divize do Mostaru (1906–1908). V roce 1908 byl z armády dočasně propuštěn. Do aktivní služby se vrátil o dva roky později a v letech 1910–1912 byl velitelem 1. armádního sboru v Krakově, respektive zemským velitelem pro západní Halič, severní Moravu a Slezsko. V roce 1910 byl povýšen do hodnosti polního zbrojmistra a k datu 1. června 1912 odešel do penze.

## Tituly a ocenění
Po otcově nobilitaci užíval od roku 1870 titul svobodného pána. Jako velitel armádního sboru obdržel v roce 1910 titul c. k. tajného rady s nárokem na oslovení Excelence. Během vojenské služby byl několikrát vyznamenán, jako dlouholetý vysoký úředník na ministerstvu války získal ocenění i v zahraničí.

### Rakousko-Uhersko
- Řád železné koruny III. třídy s válečnou dekorací (1882)
- Vojenský záslužný kříž III. třídy (1894)
- Jubilejní pamětní medaile (1898)
- rytířský kříž Leopoldova řádu (1900)
- Řád železné koruny II. třídy (1903)
- Vojenský jubilejní kříž (1908)
- Řád železné koruny I. třídy (1912)

### Zahraničí
- Řád svaté Anny II. třídy (Rusko)
- Řád červené orlice II. třídy (Německo)
- Řád pruské koruny II. třídy (Německo)
- komandér Řádu čestné legie (Francie)
- komandér Řádu italské koruny (Itálie)
- Řád Medžidie II. třídy (Osmanská říše)
- komandér Řádu meče (Švédsko)
- komandér Danebrožského řádu (Dánsko)
- komandér Řádu rumunské hvězdy (Rumunsko)
- Řád bílého orla (Srbsko)
- Řád vycházejícího slunce III. třídy (Japonsko)